# ハビアー・バスケス
ハビアー・カルロス・バスケス（Javier Carlos Vázquez, 1976年7月25日 - ）は、プエルトリコ出身の元プロ野球選手（投手）。右投右打。

## 経歴

### エクスポズ時代
1994年にドラフト5巡目でモントリオール・エクスポズへ入団。1998年4月3日にメジャーデビューを果たした。同年は5勝15敗と負け越した。1999年は6月に2勝4敗、防御率6.63の成績でAAA級のオタワヘ降格。オタワではカーブやスライダーの磨きをかけ、メジャー復帰後は7勝4敗、防御率4.05を記録。2000年はリーグ6位となる196奪三振を記録。奪三振増加の原因をバスケス本人は、コントロールに自身が持てるようになったこととしている。
2001年はオールスターまでの成績が7勝9敗、防御率4.93だったが、それ以後の成績は9勝2敗、防御率1.60で8月には月間MVPを受賞している。しかし、9月17日のマーリンズ戦で、ライアン・デンプスターからの死球により眼窩を骨折し、シーズンを終えた。しかし、自己最多の16勝、リーグ最多の3完封を記録した。2002年は10勝13敗とデビュー年以来となる負け越しとなった。
2003年に自己最高となる防御率3.24、241奪三振を記録した。241奪三振はペドロ・マルティネス（1997年、305三振）、ビル・ストーンマン（1971年、251奪三振）に次ぐ球団史上3位だった。シーズン終了後にニック・ジョンソン、フアン・リベラらとのトレードでニューヨーク・ヤンキースへ移籍し、その後4年総額4500万ドルの契約を結んだ。

### ヤンキース時代
2004年、ヤンキースでシーズン通してコンスタントに登板できたのは、バスケスだけであった。しかし、5年ぶりに200イニングを下回り、防御率は5点台に近い4.91で、好不調の差が激しかった。リーグチャンピオンシップシリーズでも第7戦で2番手で登板するもKO、チームも3勝0敗から4連敗という逆転負けを喫した。

### ダイヤモンドバックス時代
2005年1月11日、ランディ・ジョンソンとのトレードでディオナー・ナバーロとブラッド・ハルシー、900万ドルと共にアリゾナ・ダイヤモンドバックスへ移籍。2年ぶりのナ・リーグ復帰となった。このシーズンは開幕投手を務め、ブランドン・ウェブに次ぐチーム2位の11勝を記録した。若い選手が張り切っていてやりがいがあると発言していたが、シーズン終了後トレードを志願。バスケスが長い遠征の際に家族はプエルトリコに帰って行った。エクスポズ・ヤンキース時代は容易だったが、アリゾナはプエルトリコの飛行機の便が悪く移動に丸1日かかるため、2歳と1歳の子供には厳しいからだという。そして、12月20日にオーランド・ヘルナンデス、ルイス・ビスカイーノ、クリス・ヤングらとの1対3のトレードでシカゴ・ホワイトソックスへ移籍。

### ホワイトソックス時代

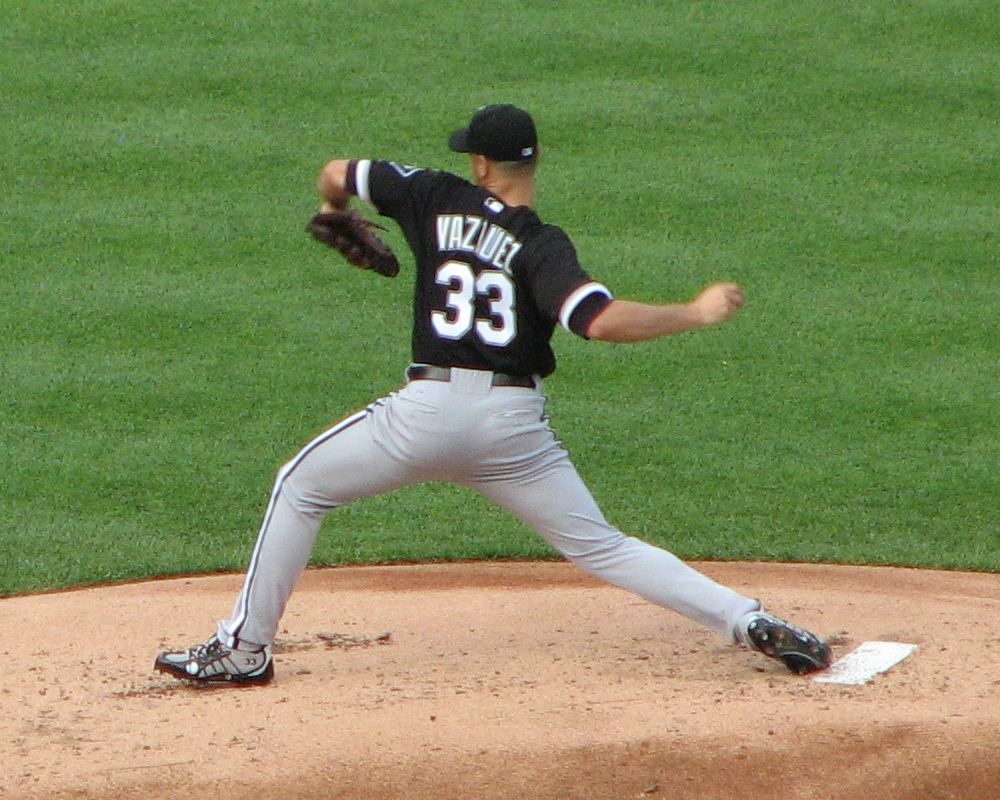
ホワイトソックス時代

2006年シーズン前にワールド・ベースボール・クラシックのプエルトリコ代表に選出された。2次リーグのドミニカ共和国戦において5回1失点の好投で1勝を記録する。レギュラーシーズンは8月10日の時点で11勝6敗だったが、これ以降1勝もできず6連敗でシーズンを終えたが、オールスター以降の後半戦、ヨハン・サンタナに次ぐリーグ2位の98奪三振を記録し、9月以降に57奪三振を記録した。
2007年、開幕前の3月に翌年からの3年総額3450万ドルで契約延長した。32試合すべての先発登板で5イニング以上投げるという抜群の安定感を披露。エクスポス時代の2001年以来となる15勝、同じく2003年以来となる200奪三振以上となる213奪三振を記録。マーク・バーリーやジョン・ガーランドと共に、シーズン通して不振に陥ったチームを支えた。

### ホワイトソックス退団後

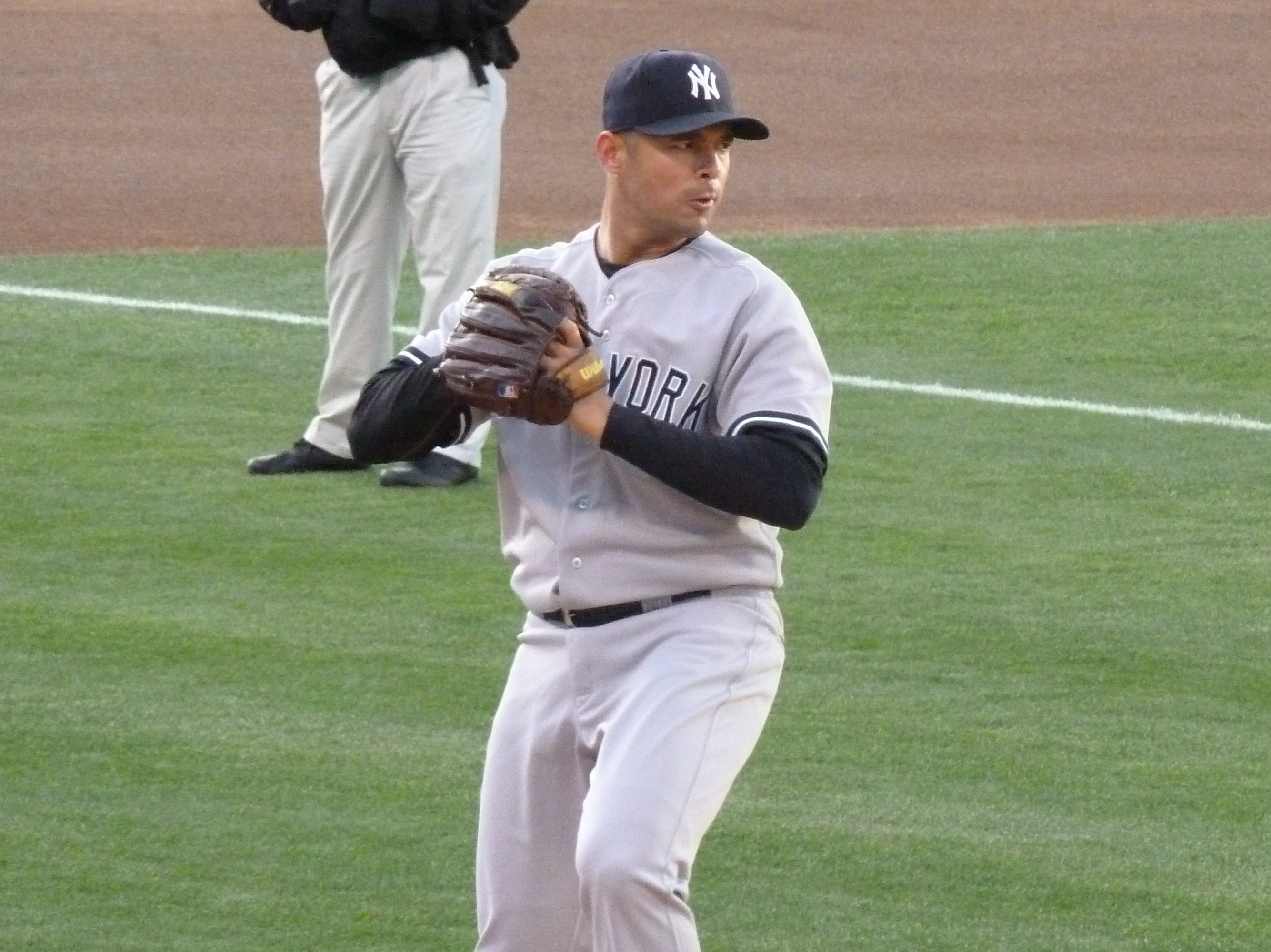
2010年

2008年12月4日に、ブーン・ローガンと共に、タイラー・フラワーズ、ブレント・リリブリッジ、ジョン・ギルモア、サントス・ロドリゲスらとの交換でアトランタ・ブレーブスに移籍。
2009年は自己最高となる防御率2.87（リーグ6位）の成績を残した。12月23日、メルキー・カブレラ、マイケル・ダン、アローディス・ビスカイーノとの交換トレードでブーン・ローガンと共にニューヨーク・ヤンキースに移籍。6年ぶりの復帰となった。
2010年、6年前と同様に好不調の差が激しく、投球回も200イニングを下回ったり、先発から外され救援に回ったりした。ポストシーズンからのロースターからも外れた。12月2日にフロリダ・マーリンズと1年総額700万ドルで契約する。
2011年8月30日に通算2500奪三振を達成。後半戦は29イニング連続無失点を記録する好調で、9月には月間MVPを受賞した。
2012年はどこのチームにも所属せず、母国プエルトリコ・ウィンターリーグのポンセ・ライオンズでプレー。
2013年は第3回WBCプエルトリコ代表に招集されていたが、右ひざの故障により辞退。
2014年4月にMLB選手会の国際部門スペシャルアシスタントに就任。

## 国際大会での活躍
第1回大会で1勝、第2回大会で2勝を記録し、第2回WBC終了時点での通算成績で、松坂大輔の6勝に次ぐ歴代単独2位の3勝（0敗）を記録している。2大会連続で勝ち星を記録しているのは、第2回WBC終了時点で松坂とバスケスの2人だけである。

## 詳細情報

### 年度別投手成績
| 年 度     | 球 団     | 登 板 | 先 発 | 完 投 | 完 封 | 無 四 球 | 勝 利 | 敗 戦 | セ 丨 ブ | ホ 丨 ル ド | 勝 率 | 打 者 | 投 球 回 | 被 安 打 | 被 本 塁 打 | 与 四 球 | 敬 遠 | 与 死 球 | 奪 三 振 | 暴 投 | ボ 丨 ク | 失 点 | 自 責 点 | 防 御 率 | W H I P |
| --------- | --------- | ----- | ----- | ----- | ----- | -------- | ----- | ----- | -------- | ----------- | ----- | ----- | -------- | -------- | ----------- | -------- | ----- | -------- | -------- | ----- | -------- | ----- | -------- | -------- | ------- |
| 1998      | MON       | 33    | 32    | 0     | 0     | 0        | 5     | 15    | 0        | --          | .250  | 764   | 172.1    | 196      | 31          | 68       | 2     | 11       | 139      | 2     | 0        | 121   | 116      | 6.06     | 1.53    |
| 1999      | MON       | 26    | 26    | 3     | 1     | 1        | 9     | 8     | 0        | 0           | .529  | 667   | 154.2    | 154      | 20          | 52       | 4     | 4        | 113      | 2     | 0        | 98    | 86       | 5.00     | 1.33    |
| 2000      | MON       | 33    | 33    | 2     | 1     | 0        | 11    | 9     | 0        | 0           | .550  | 945   | 217.2    | 247      | 24          | 61       | 10    | 5        | 196      | 3     | 0        | 104   | 98       | 4.05     | 1.42    |
| 2001      | MON       | 32    | 32    | 5     | 3     | 2        | 16    | 11    | 0        | 0           | .593  | 898   | 223.2    | 197      | 24          | 44       | 4     | 3        | 208      | 3     | 1        | 92    | 85       | 3.42     | 1.08    |
| 2002      | MON       | 34    | 34    | 2     | 0     | 2        | 10    | 13    | 0        | 0           | .435  | 971   | 230.1    | 243      | 28          | 49       | 6     | 4        | 179      | 3     | 0        | 111   | 100      | 3.91     | 1.27    |
| 2003      | MON       | 34    | 34    | 4     | 1     | 2        | 13    | 12    | 0        | 0           | .520  | 938   | 230.2    | 198      | 28          | 57       | 5     | 4        | 241      | 11    | 1        | 93    | 83       | 3.24     | 1.11    |
| 2004      | NYY       | 32    | 32    | 0     | 0     | 0        | 14    | 10    | 0        | 0           | .583  | 849   | 198.0    | 195      | 33          | 60       | 3     | 11       | 150      | 12    | 2        | 114   | 108      | 4.91     | 1.29    |
| 2005      | ARI       | 33    | 33    | 3     | 1     | 3        | 11    | 15    | 0        | 0           | .423  | 904   | 215.2    | 223      | 35          | 46       | 4     | 5        | 192      | 7     | 0        | 112   | 106      | 4.42     | 1.25    |
| 2006      | CWS       | 33    | 32    | 1     | 0     | 0        | 11    | 12    | 0        | 0           | .478  | 872   | 202.2    | 206      | 23          | 56       | 2     | 15       | 184      | 7     | 0        | 116   | 109      | 4.84     | 1.29    |
| 2007      | CWS       | 32    | 32    | 2     | 0     | 1        | 15    | 8     | 0        | 0           | .652  | 882   | 216.2    | 197      | 29          | 50       | 2     | 7        | 213      | 5     | 0        | 95    | 90       | 3.74     | 1.14    |
| 2008      | CWS       | 33    | 33    | 1     | 0     | 0        | 12    | 16    | 0        | 0           | .429  | 890   | 208.1    | 214      | 25          | 61       | 2     | 6        | 200      | 2     | 0        | 113   | 108      | 4.67     | 1.32    |
| 2009      | ATL       | 32    | 32    | 3     | 0     | 1        | 15    | 10    | 0        | 0           | .600  | 874   | 219.1    | 181      | 20          | 44       | 2     | 4        | 238      | 6     | 0        | 75    | 70       | 2.87     | 1.03    |
| 2010      | NYY       | 31    | 26    | 0     | 0     | 0        | 10    | 10    | 0        | 1           | .500  | 683   | 157.1    | 155      | 32          | 65       | 4     | 7        | 121      | 8     | 0        | 96    | 93       | 5.32     | 1.40    |
| 2011      | FLA       | 32    | 32    | 2     | 1     | 2        | 13    | 11    | 0        | 0           | .542  | 798   | 192.2    | 178      | 21          | 50       | 8     | 2        | 162      | 5     | 0        | 91    | 79       | 3.69     | 1.18    |
| MLB：14年 | MLB：14年 | 450   | 443   | 28    | 8     | 12       | 165   | 160   | 0        | 1           | .508  | 11935 | 2840.0   | 2784     | 373         | 763      | 58    | 88       | 2536     | 76    | 4        | 1431  | 1331     | 4.22     | 1.25    |

- 各年度の太字はリーグ最高

### 年度別守備成績
| 年 度 | 球 団 | 投手（P） | 投手（P） | 投手（P） | 投手（P） | 投手（P） | 投手（P） |
| 年 度 | 球 団 | 試 合     | 刺 殺     | 補 殺     | 失 策     | 併 殺     | 守 備 率  |
| ----- | ----- | --------- | --------- | --------- | --------- | --------- | --------- |

### 記録
- MLBオールスターゲーム選出：1回（2004年）

### 背番号
- 28（1998年）
- 23（1999年 - 2003年、2005年、2011年）
- 33（2006年 - 2009年）
- 31（2010年）